# Jussi Jääskeläinen
Jussi Albert Jääskeläinen (født 19. april 1975 i Mikkeli, Södra Savolax, Finland) er en finsk tidligere fodboldspiller (målmand). Han spillede en årrække i England, hvor han var tilknyttet Bolton, West Ham og Wigan.